# USS Virginia (SSN 774)
A USS Virginia az amerikai haditengerészet 2004-ben hadrendbe állított atomtengeralattjárója. Ez a Virginia osztályú tengeralattjárók első rendszerbe állított egysége. A hajó energiaellátását egy darab atomreaktor biztosítja, de tartalékcélokra dízelüzemű motor is van a fedélzeten. Újdonság a korábbi Los Angeles osztállyal szemben, hogy a hagyományos, mechanikus periszkóp helyett a személyzet színes, fekete-fehér látható fény és infravörös tartományú digitális kamerák segítségével tájékozódhat a hajó környezetében folyó eseményekről. Ez lehetővé tette, hogy a hajó irányítására szolgáló helyiség ne a hajótest görbülete miatt korlátozott méretű legfelső szintre, hanem a tágasabb, eggyel lentebbi szintre kerüljön. A hajó fegyverzetéhez Tomahawk manőverező robotrepülőgépek és Mk.48 jelű torpedók tartoznak. A Virginia bázisa a Connecticut állambeli Grotonban van.